# یواس‌اس ایزارد (دی‌دی-۵۸۹)
یواس‌اس ایزارد (دی‌دی-۵۸۹) (به انگلیسی: USS Izard (DD-589)) یک کشتی بود که طول آن ۱۱۴٫۷ متر (۳۷۶ فوت) بود. این کشتی در سال ۱۹۴۲ ساخته شد.